# Togden Rinpoché
 (novembre 2022).
Si vous disposez d'ouvrages ou d'articles de référence ou si vous connaissez des sites web de qualité traitant du thème abordé ici, merci de compléter l'article en donnant les références utiles à sa vérifiabilité et en les liant à la section « Notes et références ».
 (novembre 2022).
Motif : Trop d'hagio émanant de sources ultra-primaires
Togden Rinpoché aussi écrit Togdan Rinpoché (tibétain : རྟོགས་ལྡན་རིན་པོ་ཆེ, Wylie : rtogs ldan rin po che), de son vrai nom Konchog Tenzin Thubten Tenpé Gyaltsen, est un Choje (maître du Dharma), le chef spirituel de la tradition Drikung Kagyu au Ladakh.
Togden Rinpoché serait la neuvième réincarnation de l'Indien Mahasiddha Hungchen Kara qui s’incarna, plusieurs siècles plus tard, en la personne de Kongbo Togden Tulku, un disciple du 17e détenteur du trône de la lignée Drikung, Rinchen Phuntsog (1509-1557). Les sept réincarnations suivantes sont nées au Tibet et la huitième, au Ladakh.

## Biographie

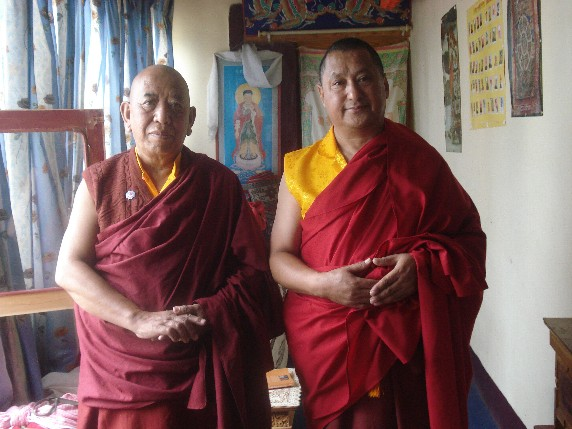
Togden Rinpoché (à gauche) avec le représentant de Drikung en France, le lama Konchog Tharchin Rinpoché (à droite).

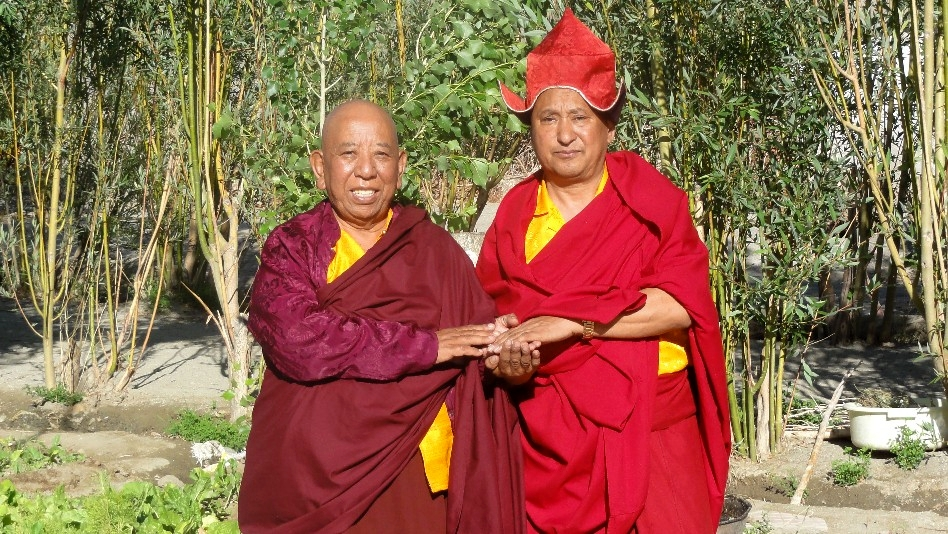
Kyabjé Togden Rinpoché et Konchog Tharchin Rinpoché.

Fils de Konchog Tsultrim et Kelsang Dolma, il est né le 5 janvier 1938, dans une famille pauvre de Durbuk (en), petit village situé à 110 km de Leh au Ladakh. Sa mère est morte deux heures après sa naissance.
Alors qu'il a 18 mois, le précédent Kyabgon Chetsang Rinpoché, Shiwe Lodro (1886-1943) le reconnait comme l'incarnation de Togden Rinpoché. En 1943, il est intronisé en tant que Choje Togden Rinpoché au monastère de Sharchukhul, l'un des trois principaux monastères de la lignée Drikung au Ladakh, situé à proximité de son lieu de naissance. Il reçoit la formation traditionnelle à un très jeune âge. En 1951, il accompagne son tuteur Gegan Sonam au monastère Yangrigar, à Drikung, au Tibet, où il bénéficie d'une instruction supérieure dispensée par de nombreux maîtres spirituels. Jusqu'en 1954, il étudie au College Drikung Nyima Changra (Institut des Hautes Études Bouddhistes) et reçoit aussi une formation au Monastère de Samyé. À l'époque du soulèvement tibétain de 1959, il revient au Ladakh avec son tuteur et de nombreux moines ladakhis. Il assume alors ses responsabilités en prenant en charge les cinquante monastères Drikung du Ladakh tout en y maintenant la tradition Drikung Kagyu.
Togden Rinpoché est détenteur de transmissions spéciales Drikung Kagyu : de Gongchig, Yamantaka, Phowa et Dharmapalas. Il possède également la transmission du Rinchen Terdzö (de).
Dans les années 1960, Togden Rinpoché rencontre son lama racine Dudjom Rinpoché à Kalimpong. Au début de l'année 1967, Togden Rinpoché prend des dispositions pour que l'habilitation du Rinchen Terdzö (de) ait lieu au lac de Tso Pema, à Rewalsar en Inde, un des lieux les plus sacrés de Guru Rinpoché. Dudjom Rinpoché donna cette habilitation à une grande assemblée de plusieurs milliers de personnes et de trente tulkous. Par la suite, Dudjom Rinpoché initia Togden Rinpoche afin qu'il devienne son successeur en transmettant à son tour cette grande habilitation du Rinchen Terdzo.
Togden Rinpoché est considéré comme un tertön. Quelques années plus tard, Togden Rinpoché découvre plusieurs "lieux sacrés cachés", et révèle également des textes trésors cachés de l'esprit (dgongs gter). Ses œuvres sont rassemblées dans un volume, lequel comprend un bref commentaire sur le Gongchig.
Dans les années 1960, Togden Rinpoché est le seul chef spirituel de la lignée Drikung détenant toutes sortes de transmissions de pouvoir de la tradition Drikung. Aussi, donne-t-il plusieurs habilitations et transmissions orales aux Drikungpa vivant en Inde et à l'étranger, dont Drikung Chetsang Rinpoché, à qui il transmet oralement l'œuvre de Rigzin Chodrak (1595-1659).
En 1974, Togden Rinpoché invite Kyunga Rinpoché (1911-1980) au Ladakh où il ouvre un centre de méditation à Chushul (en). Plus tard, le centre de méditation fut déplacé à Lamayuru. Après avoir reconstruit le monastère d’Atitse, situé au nord-ouest de Lamayuru, en 1981, Togden Rinpoché y établit une école pour jeunes moines.
En 1978, sous l’autorité de Togden Rinpoché, une grande cérémonie a lieu à Leh, en l’honneur de Drikung Kyabgon Chetsang Rinpoche, après sa fuite du Tibet et son retour des États-Unis. Ce fut la première fois que Chetsang Rinpoché et Togden Rinpoché travaillaient ensemble pour renforcer la lignée Drikung Kagyu, au Ladakh. En 1979, le 800e anniversaire de la fondation du monastère de Drikung Thil fut célébré au monastère Phyang, en présence des deux leaders spirituels.
Togden Rinpoché fut le président de l'Association Gompa, de 1972 à 1975. Durant cette période, il assiste à des conférences internationales bouddhistes organisées en Espagne, Allemagne, Suisse, France et à Taïwan.
Marié, il est le père de 2 fils et 3 filles. 
Il meurt le 24 mai 2023 à Leh. Togdan Rinpoché a reçu le Padma Bhushan à titre posthume.

### Activités sociales
Depuis 1959, Togden Rinpoché entreprit diverses activités tant religieuses que sociales au Ladakh et devint une personnalité populaire. Il travailla sans relâche à élever la conscience spirituelle parmi la population ladakhi en répondant aux besoins d'une meilleure éducation, parvenant à envoyer de nombreux étudiants à Srinagar et Jammu. La mission principale de Togden Rinpoché à son retour du Tibet, fut de réorganiser la cinquantaine de monastères Drikung du Ladakh.
Durant les enseignements de l’année du Serpent, en 2000 et 2001, au Drikung Kagyu Institute de Dehradun (Inde), il livre de précieuses transmissions orales. Du 12 décembre 2002 au 19 février 2003, le 18e jour du dernier mois du calendrier tibétain - qui se trouve être un jour auspicieux important pour les Drikungpa - il accorde la transmission orale des 101 volumes des préceptes du Bouddha, en présence de Drikung Kyabgon Chetsang Rinpoche, de Taklung Shabdrung Rinpoché, d’autres tulkous et khenpos ainsi que d'une assemblée de plus de 400 moines, moniales et laïcs.

### Activités politiques
En 1967, Togden Rinpoché est élu président du Comité d'action du Ladakh, visant à soutenir les demandes du Ladakh auprès du gouvernement indien. Sous sa direction, le Comité put faire accepter dix demandes par le gouvernement. Ainsi Togden Rinpoché devint-il également un responsable politique réputé. Durant quatre années, Togden Rinpoché est aussi désigné vice-président du Conseil de développement du Ladakh. Au cours de cette période, plusieurs plans d'aménagement sont réalisés dans des lieux isolés du Ladakh. Les réalisations majeures incluent le canal Durbuk, le pont Alchi, des lycées et plusieurs collèges, des centres d'aide médicale à Temisgam, Sumoor, Man Merak et Skurbuchen.
Par ailleurs, Togden Rinpoché devient président du National Conference Party à Leh, et est nommé Membre du Conseil Législatif à l'assemblée du Jammu et Cachemire. Après les élections de 1996 (1996 Jammu and Kashmir Legislative Assembly election (en)), il accéde au poste de Ministre d'État pour les Affaires et la Planification du Ladakh au sein du cabinet de Farooq Abdullah (en), premier ministre indien. En sa qualité de ministre d'État, Togden Rinpoché prend diverses mesures pour un développement plus rapide du Ladakh. Il fait de son mieux pour accroître les subventions budgétaires pour la région du Ladakh. Il œuvre pour la construction d'une piste d’atterrissage dans la région reculée de Zanskar et l'édification de la centrale hydroélectrique de Nimoo-Basgo. De même, il propose d'ouvrir la route de Kailash-Mansarovar pour les pèlerins (Kailash Yatra), malheureusement ce projet ne put aboutir.
En septembre 2002, Togden Rinpoché démissionne de son poste de ministre d'État qu'il avait occupé pendant six ans. Néanmoins, il continue de travailler pour les ladakhis et la société tibétaine, ainsi que pour tous les êtres en général avec un dévouement sincère envers le Dharma.

## Films
- 1994 - The Tibetan Book of the Dead: A Way of Life de Yukari Hayashi et Barrie McLean
- 2002 - The Yogis of Tibet, documentaire de Jeffrey M. Pill

## Publications
- (bo) gsuṅ ʼbum thor bu, 1985
- (bo) Chos-rje ʼBri-guṅ-paʼi gdan rabs mdor bsdus : bźugso, 1969 (histoire de l'école Drikung Kagyu)
- (bo) Mang-yul La-dwags kyi rgyal rabs zla snang gsar pa, 2015  (histoire du Ladakh et de ses dirigeants)